# Tephritoidea
I Tefritoidei (Tephritoidea) sono una superfamiglia di Insetti appartenente ai Ditteri  (Brachycera Cyclorrhapha Schizophora Acalyptratae). Si tratta in generale di piccole mosche di dimensioni inferiori a quelle della mosca domestica.

## Tassonomia
La superfamiglia comprende un vasto gruppo di mosche articolato nelle seguenti famiglie:
- Ctenostylidae
- Lonchaeidae
- Pallopteridae
- Piophilidae
- Platystomatidae
- Pyrgotidae
- Richardiidae
- Tephritidae
- Otitidae (Ulidiidae)

La vecchia sistematica comprendeva anche, al rango di famiglia, i Tachiniscinae, attualmente considerati come sottofamiglia dei Tephritidae.